# گووونگوه
گووونگوه (به لاتین: Gołoniwy) یک روستا در لهستان است که در گمینا پوونگاو-برامورا واقع شده‌است.